# Мач у камену (филм из 1963)
Мач у камену (енгл. The Sword in the Stone) је амерички цртани филм из 1963. у режији Волфганга Рајтермана. Ово је 18. дугометражни цртани филм рађен у продукцији Компаније Волт Дизни. То је био последњи цртани филм компаније пре него што је Волт Дизни умро.